# ウェントワース・フィッツジェラルド (第17代キルデア伯爵)
第17代キルデア伯爵ウェントワース・フィッツジェラルド（英語: Wentworth FitzGerald, 17th Earl of Kildare PC (Ire)、1634年 – 1664年3月5日）は、アイルランド王国出身の貴族、政治家。1660年仮議会でイングランド庶民院議員を務めた。

## 生涯
第16代キルデア伯爵ジョージ・フィッツジェラルドと妻ジョーン（Joan、旧姓ボイル（Boyle）、1611年6月14日 – 1656年3月11日、初代コーク伯爵リチャード・ボイルの娘）の次男（長男リチャードは夭折）として、1634年に生まれた。「ウェントワース」の名前はアイルランド総督の初代ストラフォード伯爵トマス・ウェントワースに由来する。1657年ごろに父が死去すると、キルデア伯爵位を継承した。
母方の叔父にあたる初代ブロッグヒルのボイル男爵ロジャー・ボイル（のちの初代オーラリー伯爵）が政界での盟友ウィリアム・ピアポント閣下とともに手配した結果、17代キルデア伯爵は裕福なクレア伯爵家の娘と結婚することができ、（ノッティンガムシャーで不動産を所有していないにもかかわらず）1660年3月にイースト・レッドフォード選挙区でイングランド庶民院議員に選出され、同年7月にはノッティンガムシャーの治安判事に任命された。イングランド庶民院ではあまり活動的ではなく、演説の記録はなかった。1661年イングランド総選挙では再選を目指さなかったとされる。
1661年にアイルランド枢密院の枢密顧問官に任命され、同年5月8日にアイルランド貴族院議員に就任した後、6月27日に貴族院の代表としてイングランドに派遣された。同年にキングス・カウンティ総督の1人に任命された。
1662年、オーラリー伯爵の手配によりアイルランドにおける騎兵大尉としての辞令を受けた。
1664年3月5日に熱病で死去、6日にダブリンのクライストチャーチ大聖堂に埋葬された。息子ジョンが爵位を継承した。

## 家族
1658年5月ごろ、エリザベス・ホリス（Elizabeth Holles、1666年6月30日没、第2代クレア伯爵ジョン・ホリスの娘）と結婚、1男1女をもうけた。
- ジョン（1661年 – 1707年11月9日） - 第18代キルデア伯爵[1]
- アン（1715年5月5日没） - ヒュー・ボスコーエン（Hugh Boscawen、ヒュー・ボスコーエン（英語版）の息子）、ついでフランシス・ロバーツ閣下（英語版）と結婚[4]